# Spatuloricaria curvispina
Spatuloricaria curvispina är en fiskart som först beskrevs av Dahl 1942.  Spatuloricaria curvispina ingår i släktet Spatuloricaria och familjen Loricariidae. Inga underarter finns listade i Catalogue of Life.